# Герб Махачкалы
Герб Махачкалы — является символом города Махачкалы, столицы Республики Дагестан.

## История

### 1988–2006
В 1988 году постановлением исполкома города №174-6 от 18 июля 1988 был принят герб города Махачкала. Автор: Арслангерей Акавов, художник-график.

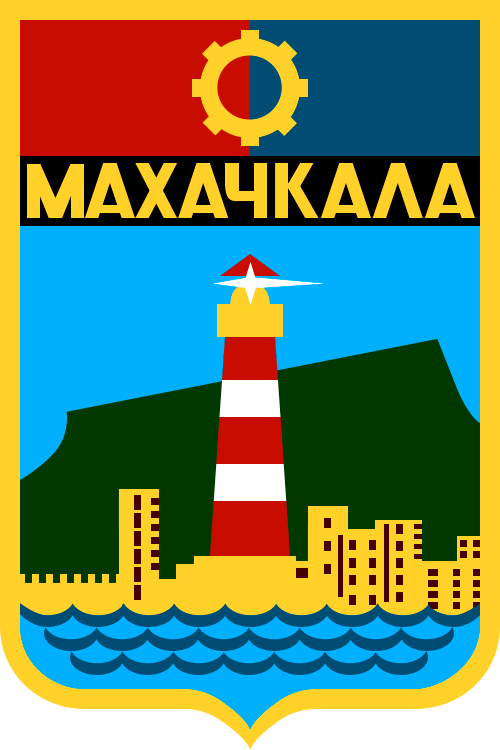
Герб Махачкалы 1988 года.

Герб представляет собой французский щит, на котором изображено голубое море с побережьем. На побережье находится жилые здания города Махачкала рядом с восемнадцатиэтажной гостиницей Ленинград. В самом центре герба изображён береговой маяк, расположенный в центре Махачкалы. Над зданиями и маяком возвышается горная вершина Тарки-Тау. Выше расположена надпись с названием города. Вверху находится два цветных поля: синее и красное, символизирующие флаг Дагестанской АССР. Посередине цветных полей расположено зубчатое колесо, символизирующее труд.

## Описание
В червленом поле на лазоревой узкой оконечности, ограниченной в виде бегущих вправо волн, — серебряная крепость в виде трех зубчатых башен, соединенных такими же стенами; средняя башня — широкая, одноярусная с зеленой сквозной аркой ворот, боковые — узкие, двухъярусные, с золотыми пламенами наверху; в арке — вензелевое имя Петра Великого; во главе крепость сопровождена солярным знаком в виде звезды с шестнадцатью усеченными лучами, загнутыми по ходу солнца.
Щит увенчан золотой башенной короной о пяти видимых зубцах, дополненной того же металла обручем, украшенным дагестанским национальным (кубачинским) орнаментом и имеющим рельефные бортики в виде витого шнура.
Щитодержатели, обращенные к щиту и обернувшиеся золотые орлы с воздетыми и распростёртыми крыльями, сидящие на скрещенных серебряных якорях, оплетенных зелеными виноградными лозами с лазоревой гроздью посередине.

## Обоснование
Красный (червлень) — символизирует храбрость, любовь, мужество, смелость, великодушие, а также кровь, пролитую за веру, отечество.
Синий (лазурь) — символизирует красоту, величие, верность, доверие, безупречность, а также развитие, движение вперед, надежду и мечту.
Желтый (золото) — символизирует справедливость, милосердие, великодушие и смирение, а также богатство, знатность, самостоятельность.
Белый (серебро) — символизирует веру, чистоту, искренность, чистосердечие, благородство.
Зеленый (зелень) — символизирует изобилие, плодородие, надежду, радость, свободу, здоровье, покой и мир.

## Авторы герба
Д. Иванов, М. Шелковенко, К. Грефенштейн при участии Ж. Курбанова, Д. Джафарова и Р. Магомедова.